# Paramaribo
Paramaribo je glavni grad i luka Surinama, smješten na rijeci Surinam, 15 km od njezina ušća u Atlantski ocean. Osnovan je 1640. godine na mjestu nizozemskog naselja kao glavni grad nove engleske kolonije. ali je od 1667. godine do neovisnosti Surinama (1975.) bio Nizozemska kolonija. 
Povijesni unutarnji grad Paramariba je upisan na UNESCO-ov popis mjesta svjetske baštine u Amerikama 2002. godine jer "je sačuvao originalni i iznimno prepoznatljiv nizozemski kolonijalni plan iz 17. – 18. stoljeća, s građevinama u kojima su se postupno spojili utjecaji nizozemskih stilova arhitekture s lokalnim tehnikama i materijalima".

## Povijest
Mjesto koje su Nizozemci osnovali kao trovačku postaju koja je dobila ime po indijanskom selu Parmarbo ili Parmurbo preuzeli su Englezi 1630. godine i 1650. godine Anthony Rowse i Lord Francis Willoughby od Parhama, guverner Barbadosa, osnovali su grad Paramaribo kao glavni grad nove engleske kolonije. Ovo područje je često mijenjalo vlasnike između Velike Britanije i Nizozemske, ali je uglavnom bilo u nizozemskom posjedu od 1667. godine do neovisnosti Surinama 1975. godine. 
Do kraja 18. stoljeća, doseljenici koji su tada živjeli na oko 600 plantaža u Surinamu, počeli su se seliti u Paramaribo, ostavljajući vođenje nasada upraviteljima. Kao rezultat toga, plantaže su počele opadati no grad je rastao s mnogo lijepih kuća sagrađenih uz ulice s drvoredima.
U siječnju 1821. godine, požar u središtu grada uništio je preko 400 kuća i drugih zgrada. Druga vatra, u listopadu 1832. godine, uništila je još 46 kuća na zapadnom dijelu slikovite rive, Waterkanta. Kada je ukinuto ropstvo (1863.) manje od stotinu plantaža je preživjelo, i morali su zamijeniti robove radnicima koje je vlada dovela iz Kine i zapadne Indije, kasnije iz Indije i Jave. Između 1873. i 1939. godine oko 34.000 Indijanaca i 33.000 Javanaca je emigriralo u Surinam, povećavajući kulturnu raznolikost koja se ogleda u današnjem etničkom sastavu Paramariba. Grad se u 19. stoljeću razvio u administrativno središte i luku s raznolikim aktivnostima.

## Znamenitosti
U središtu Paramariba se nalazi „Trg neovisnosti“ (Onafhankelijkheidsplein) na kojemu se nalaze Predsjednička palača i Zgrada vlade (Gouvernementshuis). Ostala poznata mjesta su Muzej Surinama, Muzej numizmatike, Fort Zeelandia (utvrda iz 18. st.), tržnica i kanali koji podsjećaju na Amsterdamske. U gradu se nalaze brojne nizozemske kolonijalne zgrade kao što je Cupchiik coliseum. 
Veliki broj raznolikih vjerskih građevina doprinosi etničkoj različitosti. Tako se u gradu nalaze dvije sinagoge, nekoliko džamija, dva mandira, nizozemska reformistička crkva i rimokatolička Katedrala Svetog Petra i Pavla sagrađena 1885. godine od drveta. Vjeruje se da je to najviša drvena zgrada u Americi, međutim trenutačno je zatvorena zbog popravki i obnove.
Nedjeljom i praznicima na trgu Paramariba se održavaju popularna natjecanja ptica pjevačica od kojih su najbrojnije Crne tvatve (Oryzoborus crassirostris).
- Kraljevski tropski institut
- Zgrada vlade i predsjednička palača
- Heerenstraat 1906. god.
- Kraljica Wilhelmina ispred utvrde Zeelandia
- Džamija i sinaoga u ulici Keizerstraat

## Stanovništvo
Paramaribo ima oko 250.000 stanovnika, što je više od polovice stanovništva Surinama.
Građani su uglavnom indijskog, indijanskog, afričkog i nizozemskog podrijetla, ali grad je poznat po svom raznovrsnom etničkom sastavu, uključujući Kreole, Marune, Javance, američke indijance, Kineze i Europljane (uglavnom nizozemskog i engleskog podrijetla).
Mnogi nogometaši podrijetlom iz Paramariba su bili članovi Nizozemske nogometne reprezentacije kao što su: Clarence Seedorf, Edgar Davids, Aron Winter, Jimmy Floyd Hasselbaink i Henk Fräser; ili slavni kickboxer Remy Bonjasky.

## Gospodarstvo
Grad se uglavnom bavi izvozom i to: boksita, drva, šećera, riže, kakaa, kave i ruma. U gradu djeluje i proizvodnja cementa i boja, te prerada drva i poljoprivrednih proizvoda.

## Promet
Preko 1.504 m dugog automobilskog mosta Jules Wijdenbosch (2000.) grad je povezan s Meerzorgom na drugoj strani rijeke Surinam, a šeljeznička pruga ga veže sa zaleđem (do Dama). U blizini je i internacionalna zračna luka Johan Adolf Pengel, te lokalna zračna luka Zorg en Hoop.

## Gradovi prijatelji
Paramaribo je zbratimljen sa sljedećim gradovima:
- Antwerpen, Belgija
- Hangzhou, Kina
- Willemstad, Curaçao
- Yogyakarta, Indonezija

## Vanjske poveznice
- Detaljne informacije o Paramaribu (nizoz.)
- Audio interview with Paramaribo resident about life in Paramaribo  Arhivirana inačica izvorne stranice od 17. studenoga 2007. (Wayback Machine) (engl.)